# Tibú
Tibú è un comune della Colombia facente parte del dipartimento di Norte de Santander.
L'abitato venne fondato nel 1945 su iniziativa della Colpet (Colombian Petroleum Company), che costruì delle abitazioni per i suoi dipendenti. L'istituzione del comune è del novembre 1977.